# Garry Davis
Pour les articles homonymes, voir Davis.
Sol Gareth Davis, dit Garry Davis, né le 27 juillet 1921 à Bar Harbor dans le Maine et mort le 24 juillet 2013 à South Burlington dans le Vermont, est un militant pacifiste américain qui créa en 1948 le mouvement des Citoyens du Monde et en 1954 l'organisation World Service Authority.

## Biographie
Les parents de Garry Davis sont Meyer Davis et Hilda Davis (née Emery), respectivement juif et irlandaise. Il est diplômé de l'Episcopal Academy (en) en 1940 et est allé à l'Institut de technologie Carnegie (désormais appelé université Carnegie-Mellon). 
Pilote des forces aériennes de l'armée des États-Unis durant la Seconde Guerre mondiale, son avion est abattu et il se retrouve en Allemagne sous les ruines. Bouleversé par cette vision d'horreur, il imagine la création d'un mouvement mondialiste. En France, en mai 1948, il rompt symboliquement avec sa patrie en rendant formellement son passeport à l'Ambassade américaine, profitant ainsi d'une loi initialement prévue seulement pour des immigrants qui auraient acquis la citoyenneté américaine, mais qui décideraient ensuite d'y renoncer pour rentrer dans leur pays d'origine ou aller dans un pays tiers. Néanmoins, le mythe selon lequel Garry Davis aurait brûlé ou déchiré son passeport américain devant l’ambassade se répand. Quelques mois plus tard, il décide d'installer une tente dans les jardins du Trocadéro à Paris en se présentant comme « le premier citoyen du Monde ».
Le 19 novembre 1948, en préparation avec Albert Camus et François-Jean Armorin, Garry Davis interrompt une séance de l’Assemblée générale des Nations unies au Palais de Chaillot afin de demander la création d’un gouvernement mondial. Le 22 novembre, le texte de la déclaration d'Oran (ainsi appelée car rédigée avec Camus, originaire d'Oran) est remis à l'Assemblée générale des Nations unies :
« Mr. Chairman and Delegates: 
I interrupt you in the name of the people of the world not represented here. Though my words may be unheeded, our common need for world law and order can no longer be disregarded.
We, the people, want the peace which only a world government can give.
The sovereign states you represent divide us and lead us to the abyss of Total War.
I call upon you no longer to deceive us by this illusion of political authority.
I call upon you to convene forthwith a World Constituent Assembly to raise the standard around which all men can gather, the standard of true peace, of One Government for One World.
And if you fail us in this...stand aside, for a People's World Assembly will arise from our own ranks to create such a government.

We can be served by nothing less. »
— Garry Davis, Déclaration d'Oran
Dans la foulée, il crée le mouvement des Citoyens du Monde.
Dès décembre 1948, de nombreuses personnalités et des anonymes viennent à sa rencontre suivre ces débats. Parmi les plus célèbres, on peut citer Albert Einstein, André Gide, Albert Camus, Jean-Paul Sartre, André Breton, Antoine Allard, l’Abbé Pierre. Il est également assez proche du président français Vincent Auriol. Le temps passant, son mouvement tombe peu à peu dans l'oubli collectif. Cependant, un de ses fils, Troy Davis, a décidé de reprendre le flambeau et devient le président de la World Citizen Foundation.
Garry Davis milite aussi pour le droit à l'objection de conscience. En septembre 1949, il est arrêté à plusieurs reprises alors qu'il manifeste devant la prison parisienne où est incarcéré l'objecteur Jean-Bernard Moreau qui inspirera le film Tu ne tueras point de Claude Autant-Lara. Des militants prennent le relais de la protestation dans plusieurs villes,.
Pendant les années 1960, Garry Davis vit à Strasbourg où il gère une société de nettoyage de couches pour enfant appelée Davis Baby Service.

### Famille
En 1963, Garry Davis s'est marié à sa secrétaire, la militante française Esther Peter-Davis.